# 1922年9月21日日食
1922年9月21日日食是一次日全食，發生於1922年9月21日。新月當天（即朔日），地球上觀測到月球和太阳的角距離極小，此時月球如果恰好在月球交點附近，穿過太阳和地球之間，與地球、太阳接近一直線，則會出現日食。月球本影接觸地表而使該區域完全得不到陽光，就會形成日全食，同時在本影兩側數千公里的半影範圍內遮擋部分陽光，形成日偏食。此次日全食經過了埃塞俄比亚、義屬索馬利蘭、英屬馬爾地夫、海峡殖民地圣诞岛、澳大利亚，日偏食則覆蓋了非洲東部、亚洲南部、澳大利亚及周邊部分地區。

## 日食概況

### 出現區域
埃塞俄比亚東南部在日出時最先看到日全食，隨後月球本影向東穿過義屬索馬利蘭（今屬索马里）並進入印度洋，逐漸轉向東南，覆蓋了英屬馬爾地夫的部分島嶼後，在海峡殖民地圣诞岛（今為澳大利亚海外領地）以西約110公里處達到最大食分。本影旋即覆蓋了圣诞岛，繼續向東南斜貫澳大利亚，最終在日落時分結束於新西兰三王群島東北約430公里的塔斯曼海海域。
本影經過的陸地依次包括：
- 衣索比亞：索馬利亞州東南部；
- 義屬索馬利蘭（今屬索马里）：經過巴科勒州北部、希蘭州北部、加勒古杜德州中北部後自西向東橫貫穆杜格州；
- 英屬馬爾地夫（今马尔代夫）：北至亞里環礁中南部和卡夫環礁極南端、南至拉穆環礁的數個島嶼；
- 海峽殖民地：圣诞岛（今澳大利亚海外領地）；
- ：自西北向東南斜貫西澳大利亚州東北部和北領地南部，經過南澳大利亚州東南部，斜貫昆士蘭州南部，經過新南威爾斯州東北部。[3][4]

除了狹窄的全食帶內能看見日全食之外，月球半影覆蓋範圍內都能看到日偏食，包括非洲東部、西亚中南部、南亚除北端和東北端外的大部、中國西南邊境、东南亚除北端外的絕大部分、澳大利亚、新西兰、美拉尼西亚。

### 基本參數
- 類型：日全食
- 食甚中心處（位於海峡殖民地圣诞岛以西約110公里的印度洋）資料：
  - 時間：1922年9月21日4:40:08.1
  - 地點：10°44.4′S 104°31.3′E / 10.7400°S 104.5217°E
  - 食分：1.0678（全食帶內最大）
  - 日全食持續時間：5分58.7秒

## 觀測
1919年5月29日的日全食觀測到了與阿尔伯特·爱因斯坦的廣義相對論提出的引力透镜一致的結果。為再次確認這一結果，南澳大利亚州和新南威爾斯州的天文台各自組織了觀測活動。共有20支觀測隊前往位於西澳大利亚州北部海岸、人煙稀少的瓦拉爾觀測了日全食，其中美国利克天文台的觀測隊在8月5日抵達悉尼，乘火車向西貫穿澳大利亚，8月16日到西澳大利亚州首府珀斯，8月20日又從珀斯西南方的港口弗里曼特爾乘船前往西澳大利亚州北部海岸的布鲁姆，最終抵達瓦拉爾。儘管澳大利亚政府並未組織觀測活動，但向各觀測隊提供了資金支持，例如觀測隊從悉尼往返瓦拉爾的路費均由聯邦政府承擔。

## 相關的日食

### 1921-1924年的日食
月球交替位於相對的月球交點時，以半個交點年（食年），即約177天又4小時間隔出現下列日食。
| 降交點                                          | 降交點                  |          | 升交點                   | 升交點 |
| 沙羅周期                                        | 地圖                    | 沙羅周期 | 地圖                     |        |
| 118                                             | 1921年4月8日 環食       | 123      | 1921年10月1日 全食       |        |
| 128                                             | 1922年3月28日 環食      | 133      | 1922年9月21日 全食       |        |
| 138                                             | 1923年3月17日 環食      | 143      | 1923年9月10日 全食       |        |
| 148                                             | 1924年3月5日 偏食（南） | 153      | 1924年8月30日 偏食（北） |        |
| 註：1924年7月31日的日偏食屬於下一組交點年系列。 |                         |          |                          |        |

### 沙羅周期
沙羅週期長度為18年11天。本次日食屬於沙羅週期133，共包含72次日食，依次為1219年7月13日至1417年11月8日的12次日偏食、1435年11月20日至1526年1月13日的6次日環食、1544年1月24日的1次全環食（亦稱混合食）、1562年2月3日至2373年6月21日的46次日全食、2391年7月3日至2499年9月5日的7次日偏食，總共歷時1280.14年。其中最長的全食發生於1850年8月7日，共持續了6分50秒。
下表列舉了1901年至2100年間發生的屬於該周期的日食，是第39至49次：
| 39             | 40             | 41            |
| -------------- | -------------- | ------------- |
| 1904年9月9日   | 1922年9月21日  | 1940年10月1日 |
| 42             | 43             | 44            |
| 1958年10月12日 | 1976年10月23日 | 1994年11月3日 |
| 45             | 46             | 47            |
| 2012年11月13日 | 2030年11月25日 | 2048年12月5日 |
| 48             | 49             |               |
| 2066年12月17日 | 2084年12月27日 |               |

## 資料來源
1. ↑  樊忠玉. . 中国天文科普网.   [2016-04-05]. （原始内容存档于2014-09-17）.
2. 1 2  Fred Espenak. . NASA Eclipse Web Site.   [2016-04-05]. （原始内容存档于2020-10-20）.（英文）
3. ↑  Fred Espenak. . NASA Eclipse Web Site.   [2016-04-05]. （原始内容存档于2020-10-23）.（英文）
4. ↑  Xavier M. Jubier. .   [2016-04-05]. （原始内容存档于2019-06-08）.（法文）（英文）
5. ↑  Fred Espenak. . NASA Eclipse Web Site.   [2016-04-05]. （原始内容存档于2017-12-28）.（英文）
6. ↑  . Australian Science Archives Project.   [2016-04-05]. （原始内容存档于2020-10-21）.（英文）
7. ↑  R. R. Burman & P. M. Jeffery. . Proceedings of the Astronomical Society of Australia. 1990, 8 (3): 312–313  [2016-04-05]. （原始内容存档于2021-02-11）.（英文）
8. ↑  Fred Espenak. . NASA Eclipse Web Site.（英文）

## 外部連結
- NASA日食專頁（页面存档备份，存于）（英文）
- 可見區域圖和時間統計：由弗雷德·埃斯佩纳克做出的日食預報，NASA/GSFC
  - Google互動地圖呈現的日食範圍
  - 貝塞爾元素
- Google地圖顯示的日全食和日偏食範圍（页面存档备份，存于）（法文）（英文）

圖片：
- 1900-1937年歷次日全食的日冕（页面存档备份，存于），本次拍攝於澳大利亚瓦拉爾（法文）（英文）
- 美国利克天文台在澳大利亚瓦拉爾的拍攝結果（页面存档备份，存于）（英文）

| \| \| 日食 \|                             |                              |                                           |
| 上一次日食： 1922年3月28日日食 （日環食） | 1922年9月21日日食 （日全食） | 下一次日食： 1923年3月17日日食 （日環食） |
| 上一次日全食： 1921年10月1日日食          | 1922年9月21日日食 （日全食） | 下一次日全食： 1923年9月10日日食          |
|                                           | 日食                         |                                           |